# Abieiro
O abieiro (Pouteria caimito) é uma árvore frutífera tropical originária da região amazônica, na América do Sul. Sua altura média é de 10 metros e pode chegar a 35 metros em boas condições. O formato de seus frutos varia de redondo a oval, pontudo na extremidade distal. Quando maduros, têm casca lisa e amarela brilhante e de uma a quatro sementes ovais. O interior da fruta é translúcido e branco. Possui uma textura cremosa e gelatinosa e seu sabor é semelhante ao do sapotizeiro. A árvore do abieiro faz parte da família Sapotaceae e é muito semelhante em aparência ao canistel.

## Distribuição
O Pouteria caimito é comumente considerado nativo das cabeceiras da Amazônia. Cresce em estado selvagem na parte leste inferior dos Andes, do sudoeste da Venezuela ao Peru. Também cresce em torno de Tingo María e Iquitos, no Peru, e pode ser comumente encontrado na província de Guaias, no Equador. O abieiro foi cultivado pelos ameríndios e se difundiu na Amazônia, mas as origens da distribuição da fruta fora da Amazônia são incertas. Na Bacia do rio Amazonas, é encontrado em grande quantidade no estado do Pará, no norte do Brasil, mas também está presente de forma esparsa em trechos da Mata Atlântica, perto do Rio de Janeiro e da Bahia. Sua presença também foi confirmada nos estados de Mato Grosso e Santa Catarina.
O abieiro cresce melhor em áreas com clima quente e úmido durante todo o ano. Atualmente, pode ser encontrado na maior parte da bacia amazônica. É uma árvore comum em quintais e pomares domésticos em cidades brasileiras. Também foi introduzido fora das Américas; por exemplo, é cultivado na ilha do Taiti, no Pacífico, desde 1993. De todo modo, os habitats do abieiro são quase todos tropicais. Foi encontrado crescendo a uma altitude de até 1.800 metros.

## Nomes
O abieiro é conhecido por diferentes nomes regionais nos países em que é produzido. No Brasil, é denominado de abiurana, abi, abieiro, caimito, caimo, dentre outros. No Equador, é chamada de luma ou cauje; na Venezuela, de temare; em Gana, de alasa; no Japão, de abiu; e, em Trinidad e Tobago, de caimitt. Também é conhecido como abio e abiu. O termo "abiu" tem origem do nheengatu abiú, este do tupi antigo amyîu.

### Sinônimos
| Achras guapeba Casar; Guapeba caimito (Ruiz & Pav.); Guapeba lasiocarpa (Mart.); Guapeba laurifolia (Gomes); Labatia caimito (Ruiz & Pav.); Labatia lasiocarpa Mart); Labatia reticulata Mart); Lucuma caimito (Ruiz & Pav); Lucuma lasiocarpa (Mart); | Lucuma laurifolia (Gomes); Lucuma temare (Kunth); Pouteria caimito var. laurifolia (Gomes); Pouteria lasiocarpa (Mart.); Pouteria laurifolia (Gomes); Pouteria leucophaea (Baehni); Pouteria temare (Kunth); Richardella temare (Kunth); |

## Descrição

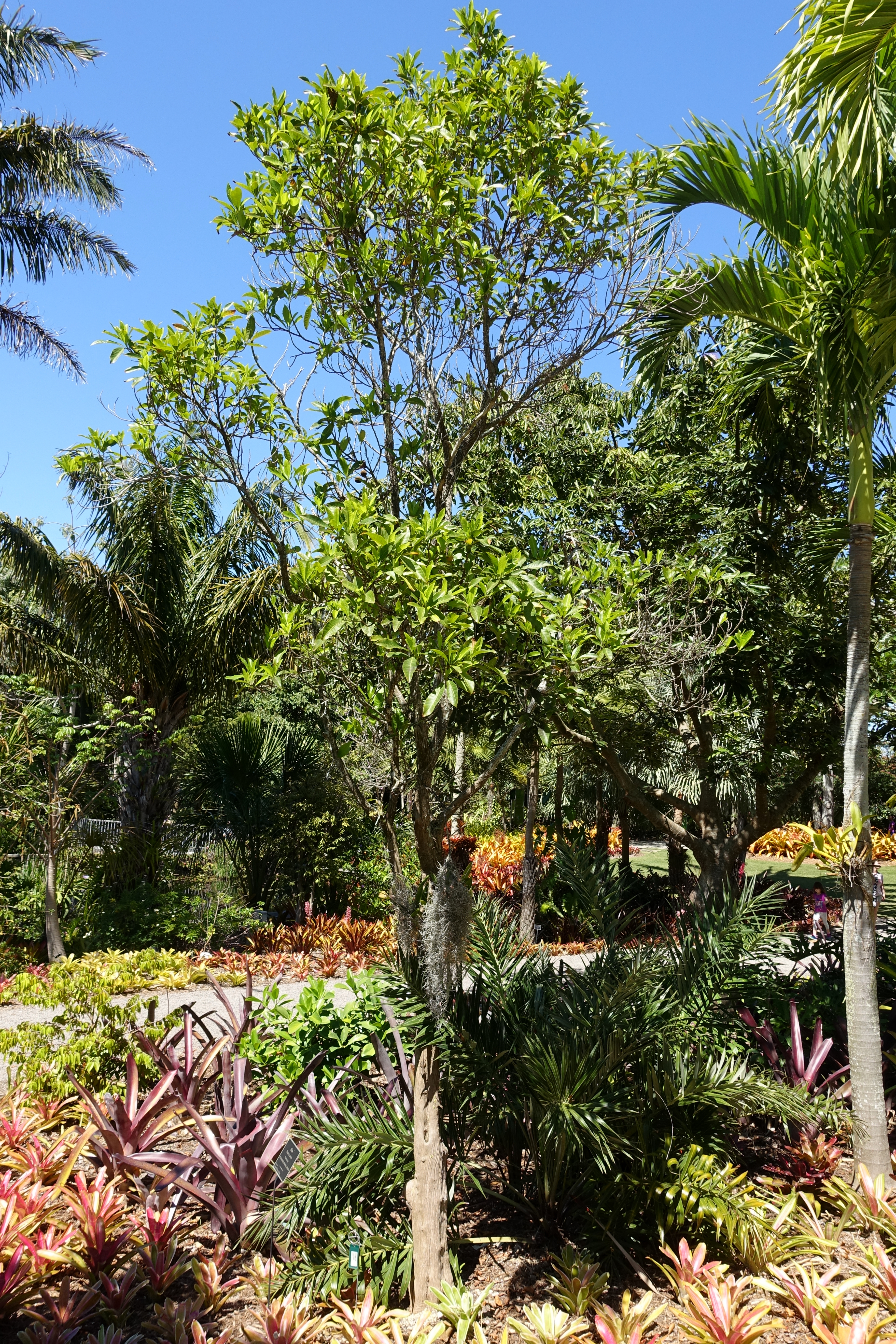
Árvore jovem de P. caimito, na Flórida

As folhas do P. caimito variam de oblongas a elípticas. Podem ter de 10 a 20 centímetros de comprimento e de 3,5 a 6,5 centímetros de largura. Suas flores podem ocorrer individualmente ou em grupos de duas a cinco. As flores são pequenas, com quatro a cinco pétalas, que são cilíndricas e de cor branca a esverdeada. As flores são hermafroditas, o que significa que são de ambos os sexos. As flores abrem pela manhã e podem permanecer abertas por cerca de dois dias.
As árvores de abiu maduras produzem de 100 a 1.000 frutos por ano. O fruto possui formato de baga. Contam com uma pele lisa e coriácea, com 3 a 5 milímetros de espessura. Quando está verde, produz um látex e, ao ficar maduro, passa a ser amarelo brilhante. O formato varia de elipsoidal a esférico, podendo ter uma extremidade pontiaguda. A polpa é macia e gelatinosa, de cor branca translúcida. A polpa do fruto é comestível. Pode ter até 4 sementes grandes, as quais são de marrom-escuras a pretas.
Foi constatada grande variação na forma, tamanho e qualidade dos frutos; alguns possuem polpa firme, enquanto outros são macios. As mesmas diferenças foram observadas em relação ao sabor, já que alguns são insípidos e outros possuem sabor agradável.
O abiu pode ter vários períodos de floração por ano, com potencial para ter flores e frutos na árvore ao mesmo tempo. O tempo de desenvolvimento da flor ao fruto maduro é de cerca de 3 meses.
No Equador, a temporada dos frutos ocorre durante março e abril, mas também podem ser produzidas em outras épocas do ano. Em alguns mercados brasileiros, são vendidas de setembro a abril, mas, nessa época, são escassas. A Bahia tem uma curta temporada em fevereiro e março. Na Flórida, as frutas amadurecem de agosto a outubro. No norte de Queensland, na Austrália, a safra principal amadurece de janeiro a março.

## Informações nutricionais
A polpa possui um valor energético baixo. Em uma porção com 100 gramas, há 95 calorias, 2,1 gramas de proteínas, 1,1 gramas de lipídios, 27 gramas de carboidratos, 3 gramas de fibras. Possui boa proporção de cálcio, vitamina A, vitamina C e açúcar.

## Usos
Nas regiões em que está presente, é vendido nos mercados. Em 1997, foi considerado uma das cinco espécies exóticas com maior potencial econômico na Austrália.
A madeira do abieiro é utilizada para a construção, assim como para a fabricação de móveis e artigos domésticos.
No Brasil, a polpa, por conta de seu teor mucilaginoso, é consumida para aliviar a tosse, a bronquite e outros problemas pulmonares. O látex é utilizado como vermífugo e purgante, sendo aplicado em abscessos.
As folhas podem ser utilizadas para fazer chá, contribuindo para combater inflamações na garganta.

## Cultivo
A árvore cresce melhor em áreas tropicais e em locais com clima quente e úmido durante todo o ano, e é um pouco menos resistente do que os sapotis relacionados, como o canistel e a sapodilla (nispero). Nos Estados Unidos, cresce bem no sul da Flórida, até o norte do condado de Palm Beach, sobrevivendo a breves congelamentos.
O valor comercial da fruta em sua área nativa é limitado pois é frequentemente danificada por pequenos insetos. No Brasil, acredita-se que a principal praga que a destrói seja a moscas-das-frutas. Sabe-se que os tripes atacam brotos, folhas e frutos jovens, mas em locais exóticos, o abiu pode ser relativamente livre de pragas, especialmente se o fruto for colhido na maturidade e amadurecido na árvore.